# 北海道あけぼの食品
北海道あけぼの食品株式会社（ほっかいどうあけぼのしょくひん）は、かつて北海道虻田郡洞爺湖町に本社を置いていた食品メーカーであった。

## 概要
1969年に日魯漁業（のちの株式会社ニチロ、現マルハニチロ食品）の子会社として札幌で設立され、主にアスパラガス・スイートコーン・帆立貝柱・紅鮭・タラバガニなどの製缶を行うほか通信販売事業も手掛けていた。
2009年4月1日付でデイジー食品工業株式会社に吸収合併され、同社の虻田工場となった。しかし、2010年4月1日、同社がニチロ十勝食品、オホーツクニチロ、青森罐詰、マルハニチロ食品森工場・釧路工場と統合し、マルハニチロ北日本が設立されるにあたり、デイジー食品工業虻田工場は2009年12月限りで閉鎖された。